# Werner Kiewitz
Werner Kiewitz (Breslau, 9 augustus 1891 - Freiburg im Breisgau, 1 januari 1965) was een Duitse militair en diplomaat.

## Levensloop
Hij was de zoon van een officier, specialist in het bouwen van verdedigingsbouwwerken. Hij studeerde aan het gymnasium in het Silesische Waldenburg en vervolgens aan de militaire school in Kassel. Hij werd officier in 1910 en nam deel aan de Eerste Wereldoorlog. Hij verliet het leger in 1920.
In 1921-1923 was hij betrokken bij het vastleggen van de Duits-Poolse grenzen en de grenzen in Boven-Silezië. In 1924 legde hij het vereiste examen af om diplomaat te worden en werd aangeworven door het ministerie van Buitenlandse Zaken. In 1929 was hij gezant in Belgrado.
Vanaf einde 1934 werkte hij op de presidentiële kanselarij, onder Otto Meissner en Heinrich Doehle.
Ondertussen bevorderd tot kolonel, werd hij tijdens de Tweede Wereldoorlog de persoonlijke vertegenwoordiger en verbindingsofficier van Hitler (eigenlijk de bewaker) bij koning Leopold III. Volgens de nazi's en ook volgens Hitler nam hij zijn rol van langsom meer op als die van een beschermer van de koning. In zijn beruchte tafelgesprekken noemde Hitler hem een 'hansworst' in dienst van de koning en die hem te veel vrijheden zo niet vrijpostigheden toeliet. Na de wegvoering van de koninklijke familie naar Hirschstein was er geen taak meer weggelegd voor Kiewitz, die naar Berlijn terugkeerde. Zijn chef Meissner raadde hem aan zich onzichtbaar te maken.
In juli 1944 werd hij door de SS gearresteerd op verdenking mee te hebben gewerkt aan de mislukte aanslag op Hitler op 20 juli 1944. Na twee maanden voorlopige hechtenis werd hij, bij gebrek aan bewijzen, vrijgelaten.
Zijn laatste tussenkomsten voor Leopold hadden hem de vijandschap van Himmler opgeleverd. Hij werd door hem gedegradeerd tot kapitein en ingedeeld in de Strafbrigade Dirlewanger, berucht vanwege het opleggen van 'Himmelfahrtkommandos'.
In 1945 werd hij gekwetst en verloor de rechterarm en -schouder. Hij werd krijgsgevangen bij de Sovjets en kwam in maart 1946 vrij.
Hij werd vanaf 1949 ambtenaar in het ministerie van Buitenlandse zaken van de Bondsrepubliek. Van 1956 tot 1959 werkte hij op de kanselarij van de Bondspresident, belast met de eretekens.